# حمض الباربيتوريك
حمض الباربيتوريك هو مركب عضوي بلوري، عديم اللون، وقليل الذوبان في الماء، ينصهر في 245 سيليزية، يُحضّر من حمض المالونيك والبولة، ويسمى أيضاً يوريا مالونيل (بالإنجليزية: malonyl urea)‏. حضره لأول مرة عالم الكيمياء الألماني أدولف فون باير.